# Tatosoma lestevata
Tatosoma lestevata là một loài bướm đêm trong họ Geometridae.